# Tiiu Kuik
 (novembre 2021).
Tiiu Kuik, née le 16 mars 1987 à Tallinn, est un mannequin de mode estonien.

## Origines
Née à Tallinn, en Estonie, Kuik est remarquée à l'âge de 13 ans dans un supermarché estonien, par le découvreur de modèles Paolo Moglia. Elle commence sa carrière de modèle au Japon, puis en Italie.

## Carrière
Elle a défilé pour plus de 50 marques : elle participe aux défilés Gucci automne/hiver 2003 - 2004 mais aussi Chanel, Louis Vuitton, Versace, Ralph Lauren, Giorgio Armani, Paul Smith, Narciso Rodriguez, Paco Rabanne, Salvatore Ferragamo, Dsquared2, Emilio Pucci, Fendi, Prada, Jil Sander, Marc Jacobs, Karl Lagerfeld, Jean Paul Gaultier, John Galliano, Dolce & Gabbana, Chloé et de nombreux autres. Elle a également posé en couverture pour Elle, Marie Claire, Velvet et plusieurs Vogue. Elle est apparue aussi dans des campagnes publicitaires : égérie pour le parfum  J'adore de Parfums Christian Dior (en 2004), Louis Vuitton, Moschino, Valentino, Pollini, Bill Blass, MontBlanc, Kenneth Cole, Neiman Marcus, Bergdorf Goodman, Swarovski et de nombreux autres.
Elle représente maintenant la marque de cosmétiques CoverGirl. Elle est célèbre pour son grain de beauté sur la joue gauche.